# Anie (livre)
Pour les articles homonymes, voir Anie.
Anie est un roman d'Hector Malot publié en 1891.

## Résumé
Au XIXe siècle à Paris, l'Office cosmopolitain des inventeurs obtient et vend des brevets en France et à l'étranger et les défend. Barincq y travaille. Il apprend que son frère Gaston est mort, dit qu'il va hériter de 100 kF et que sa fille unique Anie, 21 ans, en profitera. Il part en Béarn pour l'enterrement puis fait venir Mme et Anie et ils restaurent la ferme-château. Ils font découvrir la mer à Biarritz à Anie et y croisent Sixte, fils présumé de Gaston, avec un baron, ami d'école de Barincq. Ce dernier demande Anie en mariage. Barincq trouve un ancien testament de Gaston où Sixte héritait. Après concertation, Barincq écrit au baron qu'Anie ne veut pas de lui. Sixte la demande et elle l'épouse. Barincq leur achète une maison bord de mer à Bayonne. Il donne à Sixte ses lettres à Gaston, et il y trouve le testament qu'il archive. Sixte joue chez le baron et y perd 65 kF. Avec Anie, il les demande à Barincq qui lui donne. Il reperd 276 kF. Barincq vend la ferme-château et retourne travailler à l'Office.